# Cortes de Lamego

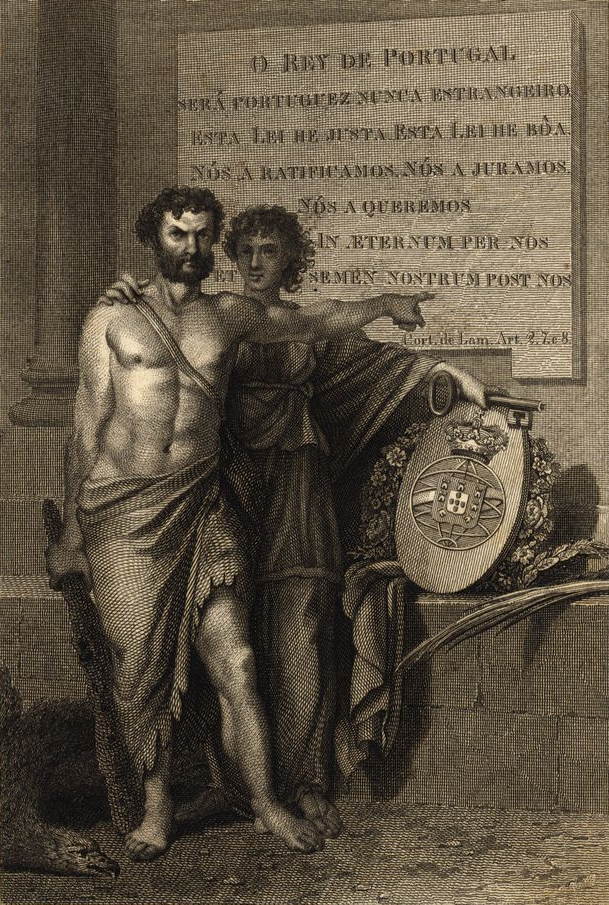
Alegoria às Cortes de Lamego (1818), Domingos Sequeira (Biblioteca Nacional de Portugal)

As Cortes de Lamego é uma expressão designativa de uma assembleia de Cortes que se diz ter ocorrido e ter sido fundante de Portugal, reunidas em Lamego, e que teriam originado normativas júridicas que viriam a marcar a História de Portugal, especialmente no período em torno de 1834.
Nelas, alegadamente teria sido pronunciado o famoso Grito de Almacave. A Historiografia científica moderna, porém, não considera terem existido Cortes dignas desse nome, função e estatuto, antes de 1211, em Coimbra. E considera que as primeiras Cortes plenas (com a participação dos representantes do Povo, isto é, o terceiro Estado do reino), tiveram lugar em Leiria em 1254.

## O Mito
Esta reunião terá ocorrido alegadamente entre o ano de 1139 e o de 1143, e terá reunido em sessão toda a nobreza e clero do Condado Portucalense, bem como procuradores dos concelhos sob convocatória de D. Afonso Henriques. Nessa reunião, os representantes do condado valendo de sua soberania popular (séculos mais tarde tal princípio será conhecido como poder constituinte) terão eleito o jovem infante como seu rei e estabelecido leis para regular a sucessão dinástica de Portugal. Nessa lei, as mulheres tinham direitos de sucessão, mas não poderiam casar com estrangeiros. No caso de isso acontecer, contudo, o seu marido não poderia intitular-se como Rei de Portugal e governar conjuntamente com a sua esposa. Quiseram com isso as Cortes que o país nunca viesse a ser governado por um rei estrangeiro.

## A visão de Alexandre Herculano sobre as Cortes de Lamego
Até ao século XVIII, as Cortes de Lamego foram parte da História de Portugal e aceites por todos como um facto histórico inegável. Contudo, com o século XIX, tudo se alterou. O historiador e escritor Alexandre Herculano, durante o tempo em que exerceu as funções de Guarda-mor da Torre do Tombo, teve a possibilidade de ler atentamente os documentos referentes a estas Cortes. Diplomatista exímio, deu-se imediatamente conta de que as actas originais da reunião não existiam, e que a primeira alusão a estas Cortes eram feitas numa cópia do século XVII, oriunda do scriptorium do Mosteiro de Alcobaça, das mãos de Frei António Brandão. Deu-se igualmente conta de que, apesar da importância das leis sucessórias definidas naquela reunião, estas nunca tinham sido inseridas nas Ordenações Afonsinas, nem em quaisquer outras que tenham sido elaboradas a seguir. Isto é, nunca tinham aparecido em nada até 1641. A juntar a esta situação, no mínimo suspeita, Herculano rapidamente notou que o facto de, naquela reunião, terem estado procuradores do Povo não coincidia com a verdade histórica, pois sabia-se que a primeira reunião de Cortes em que figuraram os procuradores dos Concelhos foram as Cortes de Leiria de 1254.
Com base nestas evidências, o documento de Frei António Brandão foi considerado como falso, e provou-se assim que as Cortes de Lamego nunca existiram nem foram convocadas. Na realidade, o documento das Cortes de Lamego é apenas fruto de um grande esforço empreendido pelos monges daquele mosteiro para, de algum modo, justificar e basear em premissas sólidas o direito que Portugal tinha a ser independente de Espanha. Naquele ano de 1641, após a Restauração da Independência, o reino de Portugal tinha readquirido esse estatuto pela força das armas, e procurava legitimar as suas pretensões soberanistas junto dos restantes reinos europeus. Com este documento, provava-se que Portugal tinha decidido, no passado, ser independente, e que elegera por seu rei, em sede própria, o jovem D. Afonso Henriques. Por outro lado, o documento legitimava retrospectivamente as pretensões brigantinas ao trono de Portugal, dado que, novamente, como em Lamego, se havia escolhido um rei de entre vários candidatos. E apesar de Frei António Brandão, que depois escreveu (ainda para legitimar a independência) a Monarquia Lusitana, saber perfeitamente que o documento era falso, a utilidade do mesmo para a causa nacionalista conferiu-lhe autenticidade no momento. Mais tarde estas mesmas Cortes de Lamego foram invocadas para legitimar a aclamação de D. Miguel I como Rei de Portugal.